# Exercices de survie
Exercices de survie est un récit de l'écrivain franco-espagnol Jorge Semprún. Il s'agit d'un texte inachevé dont la rédaction a été interrompue par la maladie de l'auteur.

## Présentation
Dans ce récit, Jorge Semprun se confronte à son passé et entreprend un travail de mémoire en relatant des événements qu'il a vécu, en particulier son expérience de la torture.
- Exercices de survie, Jorge Semprun, Éditeur Gallimard, Collection  nrf, 2012,  (ISBN 978-2-07-013900-2)